# Hrabstwo Pike (Alabama)

Piramida wieku hrabstwa

Pike – hrabstwo w stanie Alabama w USA. Populacja liczy 32 899 mieszkańców (stan według spisu z 2010 roku). Stolicą hrabstwa jest Troy.
Powierzchnia hrabstwa to 1741 km² (w tym 3 km² stanowią wody). Gęstość zaludnienia wynosi 18,9 osoby/km². 

## Miejscowości
- Banks
- Brundidge
- Goshen
- Troy